# Illini és Saluki
A Illini és a Saluki az Amtrak által üzemeltetett személyszállító vonatpár Chicago és az Illinois állambeli Carbondale közötti 310 mérföldes (500 km) útvonalon. Ezek az Amtrak Illinois-i szolgáltatásának részét képezik, és elsősorban Illinois állam finanszírozza őket. Az útvonal egybeesik a City of New Orleans távolsági járat északi szakaszával. Az Illini 1973 óta közlekedik; egy korábbi változata 1971-1972-ben közlekedett Chicago és Champaign között. A Saluki 2006-ban debütált.
A 2023-as pénzügyi évben az Illini és a Saluki együttesen 270 017 utast szállított, ami 20,4%-os növekedést jelent a 2022-es pénzügyi évhez képest.

## Története

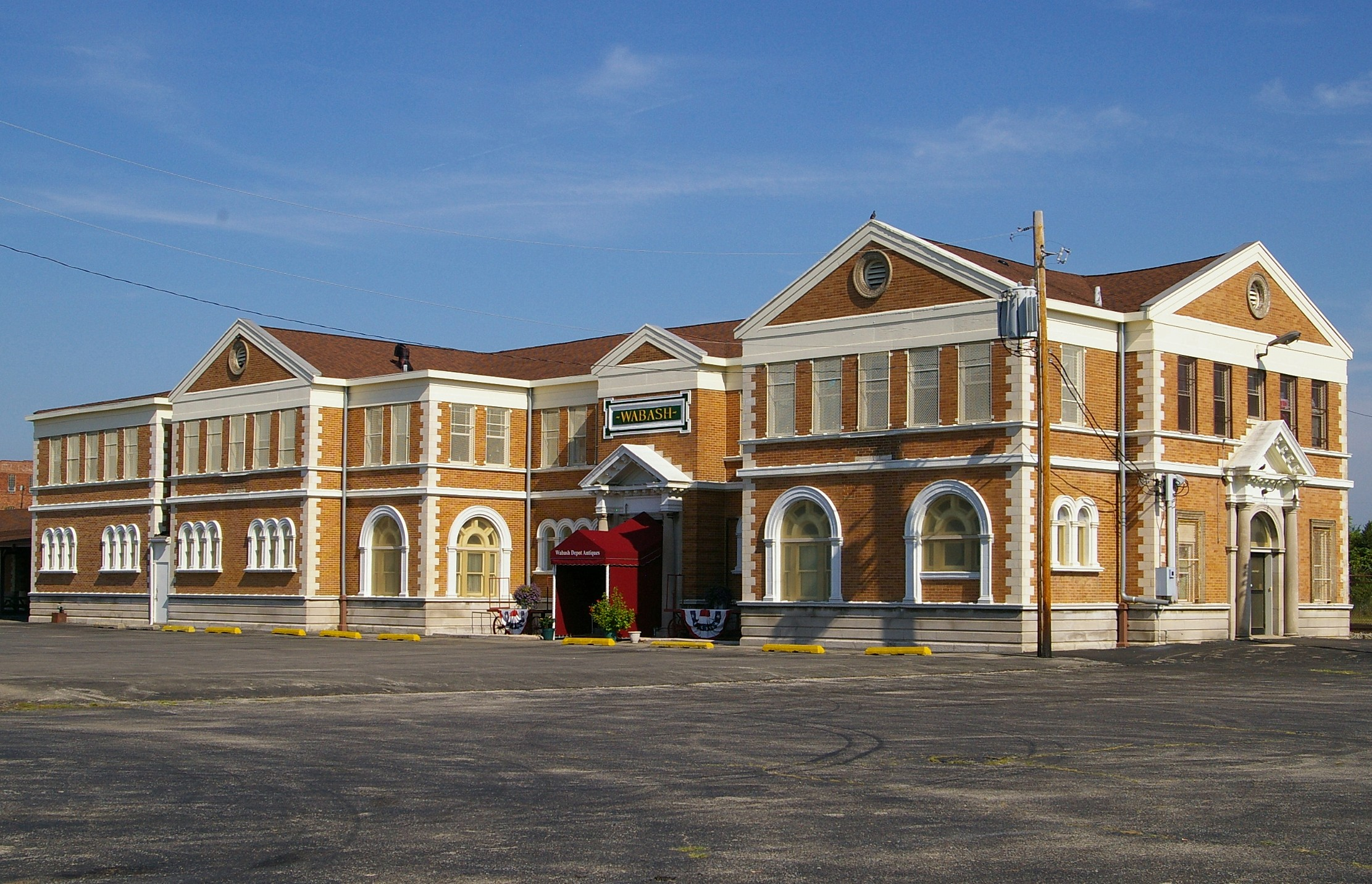
A Wabash decaturi állomása, amelyet egykor az Illini szolgált ki

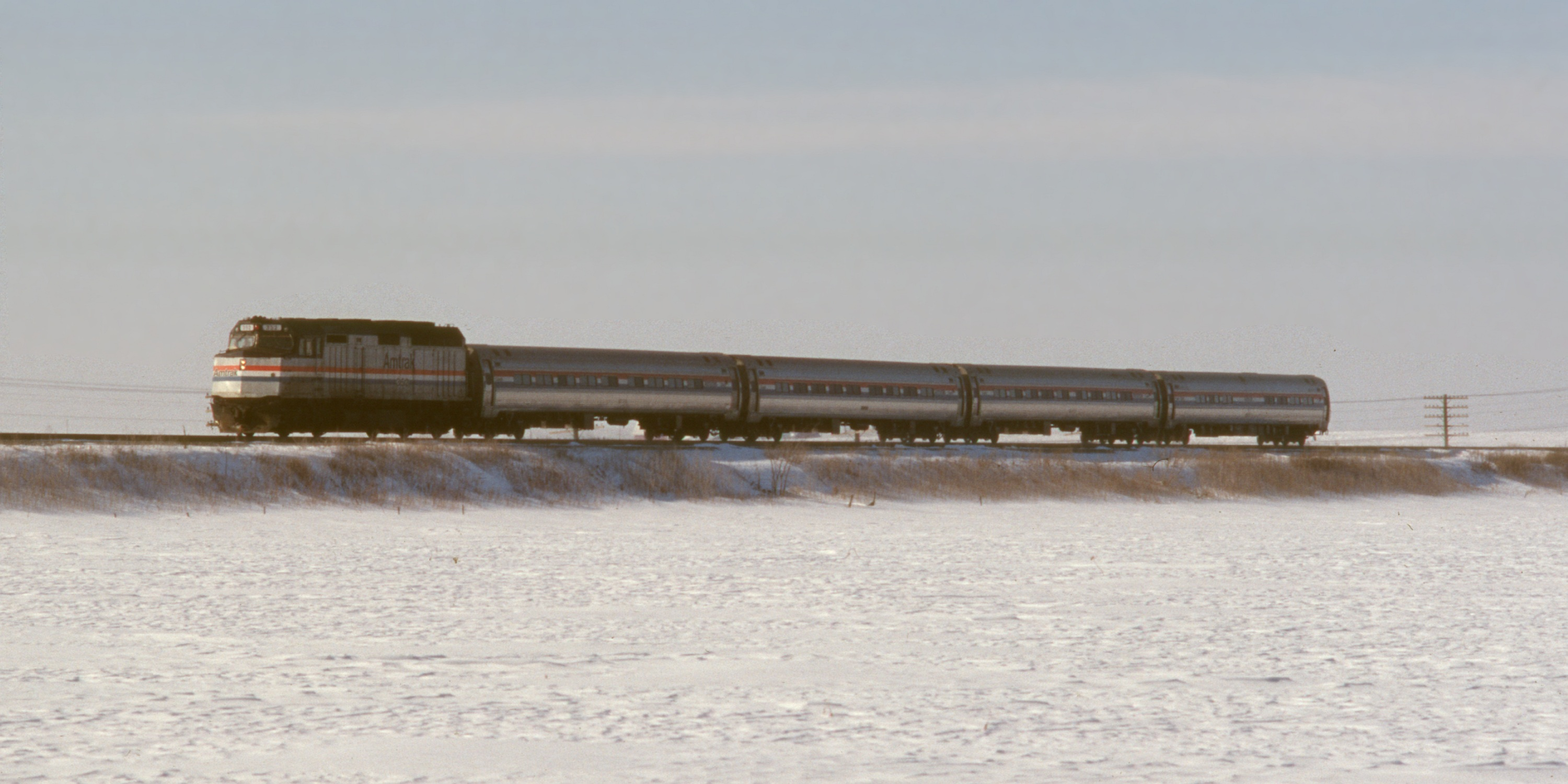
Az Illini Gilmanban 1989-ben

Az Illinois Central Railroad fővonala Chicago és New Orleans között Champaign-Urbana és Carbondale között futott, Illinois állam keleti oldalán. 1971-ben, az Amtrak megalakulásakor az Illinois Central még számos járatot üzemeltetett a chicagói központi pályaudvarról ezen az útvonalon: az Illinit és a Shawnee-t (Chicago-Carbondale), a City of New Orleans-t és a Panama Limited-et (mindkettő, Chicago-New Orleans), valamint a City of Miami-t (Chicago-Birmingham).
Az Amtrak két vonatot tartott meg ezen az útvonalon: a City of New Orleans-t (amelyet Panama Limitednek nevezett el) és a Shawnee-t. Az Amtrak 1971. november 14-én hozta vissza az Illini nevet, mint a Chicago-Champaign vonatot, amely a Campus járattal együtt közlekedett. Nevét az Illini-ről kapta, amelyről Illinois állam és az Urbana-Champaign-i Illinois Egyetem Fighting Illini kabalafigurája. 1972. március 5-én az Amtrak megszüntette a Campus és az Illini járatokat. Mindkét vonat a Central Stationt használta, amelyet az Amtrak felhagyott; az Amtrak úgy ítélte meg, hogy a Union Station kiszolgálásához szükséges további 35-40 perc miatt a menetrend nem volt praktikus. Az 1972-es Illini március 3-án tette meg utolsó útját.
Az Amtrak 1973. december 19-én újraindította az Illinit, ismét Chicago-Champaign járatként. A felújítás része volt annak az 1,5 millió dolláros bővítési programnak, amely magában foglalta a Black Hawk (Chicago-Rockford-Dubuque), a State House (St. Louis-Chicago) és a Rock Island két megmaradt Rocket (Chicago-Peoria és Chicago-Rock Island) kiegészítő járatok finanszírozását. Az állam az Illini-t Decaturig szerette volna meghosszabbítani, de ehhez az Illinois Centralról a Norfolk & Westernre kellett volna átállni Tolonónál, Champaigntól délre. A vonalak közötti összeköttetés rossz állapotban volt, és senki sem vállalta a javítását.
Az Amtrak végül 1981. július 2-án hosszabbította meg az Illinit Decaturig. Decaturba utoljára 1971-ben közlekedett a Norfolk & Western City of Decatur (Chicago-Decatur) és a Wabash Wabash Cannon Ball (Detroit-St. Louis) vonata. Az Amtrak egyik vonatot sem tartotta meg. Az új Amtrak-szolgáltatás a régi Wabash-állomást használta, amely 2010-ben még mindig állt, és antikvárium lett belőle. A gyenge utaslétszám arra késztette Illinois államot, hogy vonja vissza a Decatur megálló támogatását, és az Amtrak 1983. július 10-én visszavágta az Illini-t Champaignig.
1986. január 12-én az Amtrak meghosszabbította az Illinit Carbondale-ig, hogy helyettesítse a költségvetési megszorítások miatt törölt Shawnee-t. A szolgáltatás 1986. október 26-án Gilmanban, 1989. augusztus 25-én pedig Du Quoinban indult. 1996-ban majdnem megszüntették az Illini szolgáltatást, de az útvonal mentén lévő helyi közösségek pénzt ígértek az útvonal fenntartására.
Egy második vonatot, a Saluki-t 2006. október 30-án indították el, válaszul az Illini és az Illinois Service vonatok iránti megnövekedett keresletre a 2005-2006-os pénzügyi évben. A Saluki-t a Southern Illinois University kabalájáról nevezték el, amely a vonat déli végállomásán, Carbondale-ben található. A reggeli Saluki indulása kiegészíti az Illini délutáni menetrendjét, így napi két pár járat közlekedik a két végállomás között.
Az Amtrak a 2017. augusztus 21-i napfogyatkozás idején egy extra járatot is közlekedtetett az útvonalon, az Eclipse Express-t.
A vonatok három nagy Illinois állambeli egyetem, az University of Illinois at Urbana-Champaign, a  Southern Illinois University és a Charlestonban (Mattoon közelében) található Eastern Illinois University közelében állnak meg. Ennek következtében az utasok jelentős részét az egyetemi hallgatók teszik ki.

## Útvonal
Az Illini és a Saluki az Illinois Central utódja, a Canadian National Railway pályáján közlekedik. Az útvonal hossza 309 mérföld (497 km).
A Chicago Region Environmental and Transportation Efficiency Program (CREATE) a Grand Crossing Project előzetes tervezési fázisában van. Ez a projekt az Illini, a Saluki és a City of New Orleans vonatokat a Canadian National Railway vágányairól a Norfolk Southern chicagói vonalára tereli át Chicago Greater Grand Crossing negyedében. Ezáltal megszűnik majd a St. Charles Air Line-on a Chicago Union Stationre való időigényes átutazás.